# Fluidelement
Als Fluidelemente bezeichnet man in der Fluidtechnik die Bauteile einer fluidtechnischen Schaltung.
Fluidelemente sind u. a. die folgenden Stellglieder und Arbeitsglieder:
- Motor (Arbeitsmaschinen)
- Pumpen
- Armaturen (Ventile)
- Zylinder
  - Hydraulikzylinder
  - Pneumatikzylinder
- Filter (Fluidtechnik)
- Volumenzähler (Wasserzähler)

Auch dem Fluidtransport dienende Rohrleitungen, Fittings, Schlauchkupplungen und Schläuche und die verschiedenen Fluidspeicher werden als Fluidelemente bezeichnet.
Schaltsymbole für Fluidelemente zur Verwendung in pneumatischen oder hydraulischen Schaltplänen enthält die Liste der Schaltzeichen (Fluidtechnik).